# Carvăn, Constanța
Carvăn (în trecut Kervan) este un sat în comuna Lipnița din județul Constanța, Dobrogea, România. La recensământul din 2002 avea o populație de 512 locuitori.
Localitatea s-a format prin comasarea satelor Carvănu Mare (în trecut Carvan de Sus, în turcă Yukarı Kervan) și Carvănu Mic (în trecut Carvan de Jos, în turcă Așağı Kervan) în 1968.